# Tikkun (film)
Tikkun è un film del 2015 diretto da Avishai Sivan.

## Riconoscimenti
Il film ha vinto il Premio speciale della giuria del Festival del film Locarno nel 2015.